# Pacsirtatelep
Pacsirtatelep est un quartier situé dans le 20e arrondissement de Budapest. 